# Caitlyn Jenner
Caitlyn Jenner, född William Bruce Jenner den 28 oktober 1949 i Mount Kisco, New York, är en amerikansk före detta friidrottare, numera sportkommentator, och TV-personlighet i realityserien Familjen Kardashian. Jenner tog guld i tiokamp för herrar i Olympiska sommarspelen 1976 i Montréal. 
I april 2015 berättade hon om sin transsexualism och påbörjade hormonbehandling. Samma vår genomförde Jenner en könskorrigering och heter sedan dess Caitlyn Jenner.

## Familj
Mellan 1972 och 1981 var Jenner gift med Chrystie Crownover. Paret fick två barn, Burton och Casey Jenner. Mellan 1981 och 1985 var hon gift med Linda Thompson, de fick de två sönerna Brandon och Brody. Hon var också gift med Kris Jenner 1991–2013, och var styvfar till modellen och TV-profilen Kim Kardashian samt hennes syskon Khloé, Robert och Kourtney Kardashian. Paret har också två egna döttrar, Kendall och Kylie. Paret separerade 9 oktober 2013 och begärde sedermera skilsmässa som juridiskt fullbordades 23 mars 2015.

## Utmärkelser
- 2015 fick Jenner Arthur Ashe Courage Award av ESPN.[9]